# Agave rzedowskiana
Agave rzedowskiana là một loài thực vật có hoa trong họ Măng tây. Loài này được P.Carrillo, Vega & R.Delgad. mô tả khoa học đầu tiên năm 2003.